# Ciemny Las
Ciemny Las – osada Kociewska w Polsce położona w województwie kujawsko-pomorskim, w powiecie świeckim, w gminie Warlubie.
W latach 1975–1998 miejscowość należała administracyjnie do województwa bydgoskiego.